# ATC (J06)
Jest to część klasyfikacji anatomiczno-terapeutyczno-chemicznej:
- J – Leki stosowane w zakażeniach
  - J 01 – Leki przeciwbakteryjne do stosowania wewnętrznego
  - J 02 – Leki przeciwgrzybicze do stosowania wewnętrznego
  - J 04 – Leki przeciwprątkowe
  - J 05 – Leki przeciwwirusowe do stosowania wewnętrznego
  - J 06 – Surowice odpornościowe i immunoglobuliny
  - J 07 – Szczepionki

Obejmuje ona surowice odpornościowe i immunoglobuliny:

## J 06 A –Surowiceodpornościowe
- J 06 AA – Surowice odpornościowe
  - J 06 AA 01 – antytoksyna błonicza
  - J 06 AA 02 – antytoksyna tężcowa
  - J 06 AA 03 – antytoksyna jadu węży
  - J 06 AA 04 – antytoksyna botulinowa (jadu kiełbasianego)
  - J 06 AA 05 – surowica przeciw zgorzeli gazowej
  - J 06 AA 06 – surowica przeciw wściekliźnie

## J 06 B –Immunoglobuliny
- J 06 BA – Immunoglobuliny ludzkie
  - J 06 BA 01 – immunoglobuliny ludzkie do podawania pozanaczyniowego
  - J 06 BA 02 – immunoglobuliny ludzkie do podawania naczyniowego
- J 06 BB – Immunoglobuliny specyficzne
  - J 06 BB 01 – immunoglobulina anty-Rh0 (D)
  - J 06 BB 02 – immunoglobulina przeciwtężcowa
  - J 06 BB 03 – immunoglobulina przeciw wirusowi varicella zoster
  - J 06 BB 04 – immunoglobulina przeciw wirusowi zapalenia wątroby typu B
  - J 06 BB 05 – immunoglobulina przeciw wściekliznie
  - J 06 BB 06 – immunoglobulina przeciw różyczce
  - J 06 BB 07 – immunoglobulina przeciw wirusowi krowianki
  - J 06 BB 08 – immunoglobulina przeciw Staphylococcus
  - J 06 BB 09 – immunoglobulina przeciw wirusowi cytomegalii
  - J 06 BB 10 – immunoglobulina przeciw błonicy
  - J 06 BB 11 – immunoglobulina przeciw wirusowi zapalenia wątroby typu A
  - J 06 BB 12 – immunoglobulina przeciw kleszczowemu zapaleniu mózgu
  - J 06 BB 13 – immunoglobulina przeciw krztuśćcowi
  - J 06 BB 14 – immunoglobulina przeciw odrze
  - J 06 BB 15 – immunoglobulina przeciw śwince
  - J 06 BB 19 – immunoglobulina przeciw wąglikowi
  - J 06 BB 30 – połączenia
- J 06 BC – Monoklonalne przeciwciała przeciwbakteryjne
  - J 06 BC 01 – nebakumab
  - J 06 BC 02 – raksybakumab
  - J 06 BC 03 – bezlotoksumab
  - J 06 BC 04 – obiltoksaksymab
- J 06 BD – Monoklonalne przeciwciała przeciwwirusowe
  - J 06 BD 01 – paliwizumab
  - J 06 BD 02 – motawizumab
  - J 06 BD 03 – tiksagewimab i cilgawimab
  - J 06 BD 04 – ansuwimab
  - J 06 BD 05 – sortowimab
  - J 06 BD 06 – regdanwumab
  - J 06 BD 07 – kasiriwimab i imdewimab
  - J 06 BD 08 – nirsewimab